# Betty Lachgar
Ibtissam Betty Lachgar (árabe: ابتسام لشكر) (nacida en agosto de 1975) es una feminista, activista de derechos humanos y defensora de los derechos homosexuales marroquí. Es la cofundadora del Movimiento MALI (Mouvement alternatif pour les libertés individuelles, Movimiento alternativo para las libertades individuales). Es una de las pocas marroquíes abiertamente ateas.

## Primeros años y educación
Nacida en agosto de 1975, Ibtissam Lachgar estudió en el Lycée Descartes de Rabat, la capital marroquí, antes de mudarse a París para estudiar psicología clínica, criminología y victimología. Actualmente está trabajando en su tesis sobre psicoanálisis en París.

## Activismo
En 2009, junto con su amiga Zineb El Rhazoui, cofundó el Mouvement alternatif pour les libertés individuelles (MALI), un movimiento para defender las libertades individuales en Marruecos. 
Ha sido también muy vocal con respecto a la comunidad homosexual en Marruecos, y es proelección y pro-matrimonio igualitario.

### Pícnic en Ramadán de 2009
Ibtissam, junto a sus amigos del movimiento MALI, organizó un pícnic durante el día durante el período del Ramadán, en 2009, como protesta contra el artículo 222 del código penal marroquí que castiga a quienes rompen el ayuno matutino obligatorio del mes santo islámico. Los activistas planeaban encontrarse el 13 de septiembre entre Casablanca y la capital Rabat. Pero cuando llegaron a la estación de tren, fueron instantáneamente abordados por una multitud de agentes policiales y periodistas que se habían enterado del acontecimiento por Facebook. La revista semanal TelQuel publicó una editorial describiendo la feroz reacción como una señal de que Marruecos ha perdido su cultura de tolerancia. “En una generación nuestro país se ha transformado radicalmente,”  decía. “Da miedo.” El pícnic causó un escándalo público dentro de la sociedad marroquí y abrió un debate sobre las libertades religiosas en el país.

### Besada en Rabat
Ibtissam fue también una de las organizadoras de la besada pública que tuvo lugar el 12 de octubre de 2013 para apoyar a tres adolescentes que fueron arrestados por publicar una foto de ellos mismos besándose en Facebook. Los manifestantes fueron confrontados por los espectadores mientras se besaban ycantaban "larga vida al amor". El caso de la besada desató un tumulto en línea, con ciudadanos protestando contra lo que ven como un progresivo conservadurismo en el país musulmán conocido durante mucho tiempo por ser relativamente liberal y tolerante. 
En una entrevista con France 24 sobre la besada, Ibtissam declaró: “Para nosotros, el mensaje ha llegado. Ha sido un éxito. Había parejas y personas solas, y las parejas no tenían vergüenza en público. Nuestro mensaje es que están defendiendo el amor, la libertad para amar y besar libremente”.

### Otras acciones
En enero de 2019 fue portavoz de la red de apoyo a Chafiq, un travesti marroquí cuya identidad fue revelada públicamente por la policía en Marrakech.